# بيتر إيفانز
بيتر إيفانز (بالإنجليزية: Peter Evans) (و. 1961  م) هو سباح أسترالي، ولد في برث، شارك في الألعاب الأولمبية الصيفية 1984، وسباحة في الألعاب الأولمبية الصيفية 1984 – رجال 100 متر صدر ‏، وسباحة في الألعاب الأولمبية الصيفية 1980 – رجال 4 × 100 متر تتابع متنوع ‏، وسباحة في الألعاب الأولمبية الصيفية 1980 – رجال 100 متر صدر ‏، والألعاب الأولمبية الصيفية 1980، وسباحة في الألعاب الأولمبية الصيفية 1984 – رجال 4 × 100 متر تتابع متنوع ‏.

## التعليم
تعلم في كلية سكوتش في بيرث ‏.

## جوائز
حصل على جوائز منها:
- وسام الرياضة الاسترالية  [لغات أخرى]‏.

## روابط خارجية
- بيتر إيفانز على موقع اللجنة الأولمبية الدولية (الإنجليزية)
- بيتر إيفانز على موقع أوليمبيديا (الإنجليزية)
- بيتر إيفانز على موقع اتحاد ألعاب الكومنولث (مؤرشف) (الإنجليزية)